# Joutel
Pour les articles homonymes, voir Joutel (homonymie).
Joutel est une ville fantôme du Québec, située dans la municipalité de Eeyou Istchee Baie-James près de la route 109 entre Amos et Matagami. La ville de compagnie fondée en 1965 a été fermée en 1998.

## Géographie
Joutel est située sur la rive gauche de la rivière Harricana, près des collines Cartwright ; soit à environ 120 kilomètres au nord d'Amos et à environ 72 kilomètres au sud de Matagami. Le territoire de l'ancienne localité se situe à 12 kilomètres de la route reliant Amos et Matagami. 

## Histoire

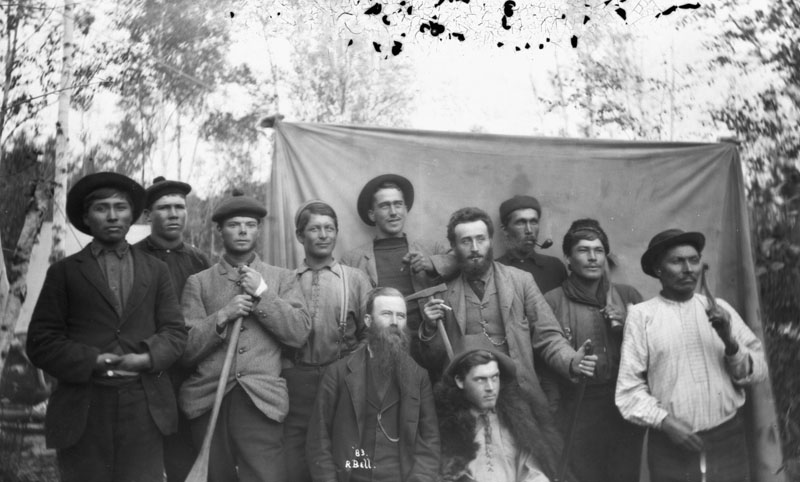
Robert Bell et les membres de son expédition pour la Commission géologique du Canada,1883.

Les premières explorations minières dans le secteur remontent à 1887. Le géologue Robert Bell, pour la Commission géologique du Canada, y note le potentiel en or, en cuivre, en fer et en nickel. Il faut toutefois attendre les années 1930 et 1940 pour que l'exploration géologique soit sérieusement entreprise en dans le secteur.

### Fondation de la ville
En 1964, des travaux d'exploration sont entrepris par la compagnie Northern Exploration, suivi de l'ouverture des mines de cuivre et de zinc Poirier (1966) et Joutel Copper (1967) de Rio Algom, mènent à la fondation de la communauté. À l'époque la mine Poirier embauche à elle-seule 450 travailleurs. Le cuivre extrait est acheminé à la fonderie Noranda, alors que le zinc transite vers l'Allemagne.
Dès 1965, des campements d'ouvriers sont établis par les compagnies minières locales, et le ministère des Ressources naturelles, afin d'accueillir les travailleurs et leurs familles. Dès l'année suivante, des séries de maisons en rangées, des bungalows, une école temporaire et un premier commerce sont construits. La vie au campement est alors rudimentaire et les denrées sont acheminées d'Amos, une fois par semaine. Les services religieux y sont au début assurés par le curé de Matagami, jusqu'à la construction d'une église locale en 1966. Cette même année, un pont sur la rivière Harricana est aménagé. Auparavant le transport de matériaux lourds et de machinerie se fait sur la glace, dans une fourchette de 3 mois de gel. Les résidents et l'approvisionnement léger doit transiter par barges. Cette période est marquée par un développement au ralenti de la localité.
Dans le début des années 1970, des services médiatiques, incluant des réémetteurs de CKRN-TV et CBF-FM s'installent dans la communauté,.

### Administration municipale
En 1975, Joutel obtient le statut de localité, au sein de la Municipalité de la Baie-James (MBJ). La localité assume les services d'aqueduc, d'égouts, de voierie, ainsi que les services communautaires et culturels. Elle ne possède toutefois pas de services de police ou de protection des incendies. Ceux-ci sont administrés par la MBJ. Si la localité possède un conseil municipal local, les enjeux et décisions importantes relèvent de la MBJ. Les maisons de Joutel ayant été fournies par la Ministère des Ressources Naturelles et par les compagnie minières, aucun résident de la localité n'est propriétaire de sa maison. 

### Les difficultés des années 1970
En 1975, avec la baisse de la valeur du cuivre, Rio Algom annonce la fermeture des mines Poirier et Joutel Copper. À la même époque, les mines de la ville voisine Matagami connaissent aussi des difficultés. La situation marque un coup dur au sein de la communauté : la population de la ville passe d'environ 1000 à 250 résidents. Heureusement la même année, la mine d'or Agnico-Eagle ouvre ses portes près de la ville, suivie de la mine Selbaie en 1979. Ces ouvertures offrent un nouveau souffle à la ville au cours des années 1980 et 1990, dont la population atteint les 1200 personnes. En 1990, la ville célèbre ses 25 ans. À ce moment, la ville dépend exclusivement de l'industrie minière.

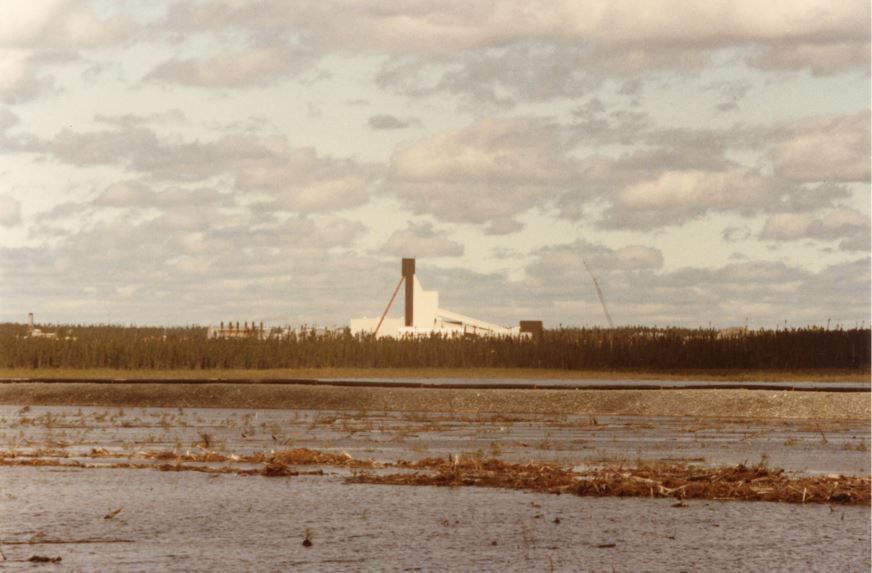
Mine Selbaie, dans les années 1980.

#### Vol d'or à la mine Agnico Eagle
Joutel est le théâtre d'un vol d'envergure. Au cours de la nuit du 26 au 27 mai 1979, deux hommes s'introduisent à la mine Agnico Eagle. Ils menottent les employés sur place, remplissent 8 sac à dos de poudre d'or et s'emparent de 1731 onces d'or. La valeur du vol s'élève à l'époque à 600 000 $, soit plus de 2 millions de dollars en valeur de 2019. Les hommes fuient à bord d'une voiture volée jusqu'à Val-d'Or, où ils s'emparent aussi d'un hélicoptère. Au mois de juin suivant, six suspects sont appréhendés par les autorités, alors qu'ils tentent de produire des lingots avec la poudre volée, dans une fonderie au sud de Montréal. Les autorités récupèrent environ 500 000$ en or,,.

### Fermeture de la ville

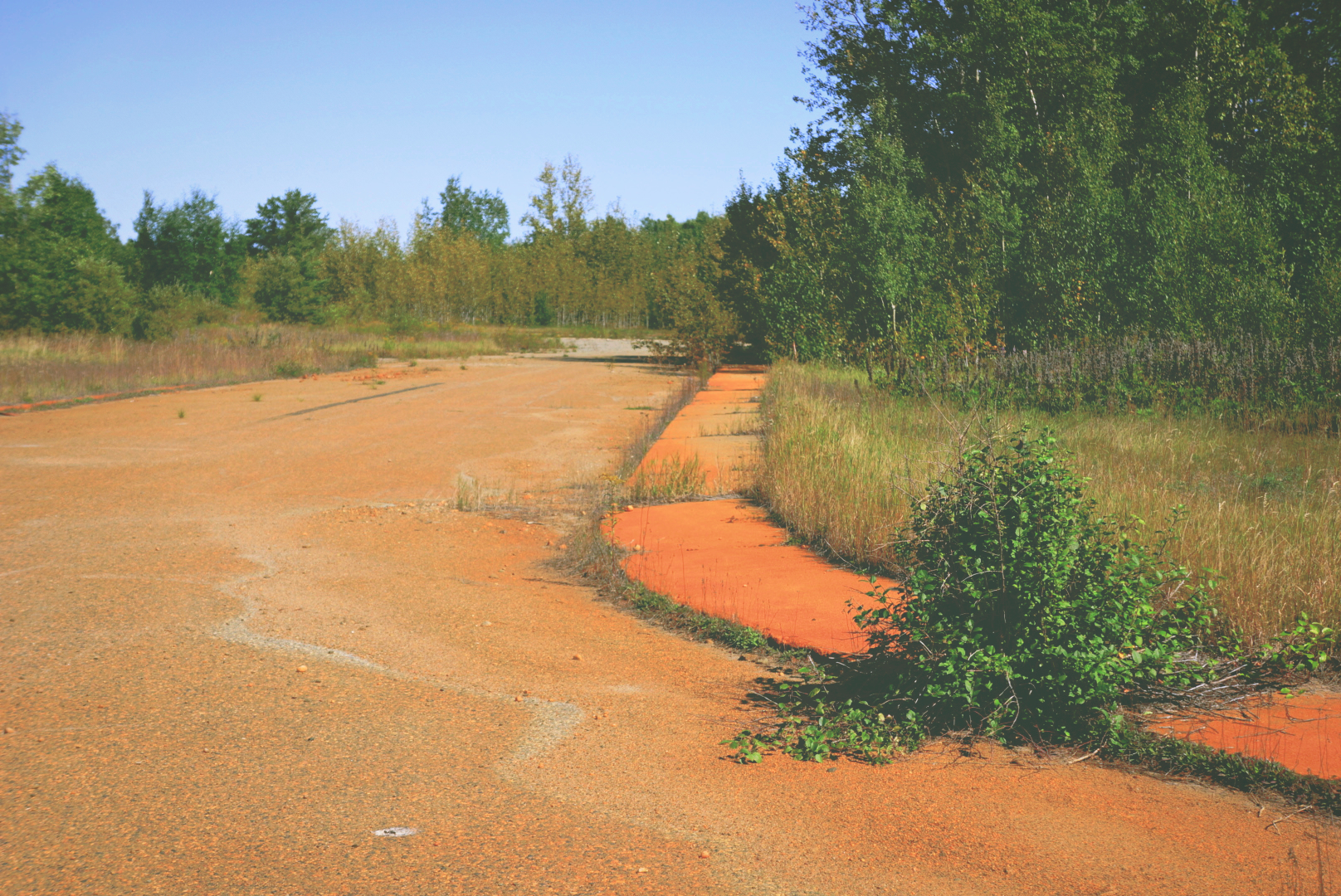
Site de l'ancienne localité de Joutel, 2015.

Au cours de la décennie 1990, les difficultés de l'industrie minière portent un coup fatal à la ville de Joutel. En 1993, la mine d'or Agnico ferme ses portes. En 1998, c'est au tour de la mine Selbaie d'annoncer sa fermeture. La minière BHP, propriétaire de Selbaie, possède la majorité des bâtiments de la petite ville de compagnie. Décision est prise de fermer la ville et de déménager ses bâtiments.
Joutel est officiellement fermée le 1er septembre 1998. Les maisons sont déménagées, alors que l'église, l'aréna et l'école sont détruites. À partir de ce moment, le territoire de l'ancien village est administré par la Municipalité de la Baie-James. Certains employés de la mine demeurent sur place jusqu'à la fin de ses opérations en 2005.

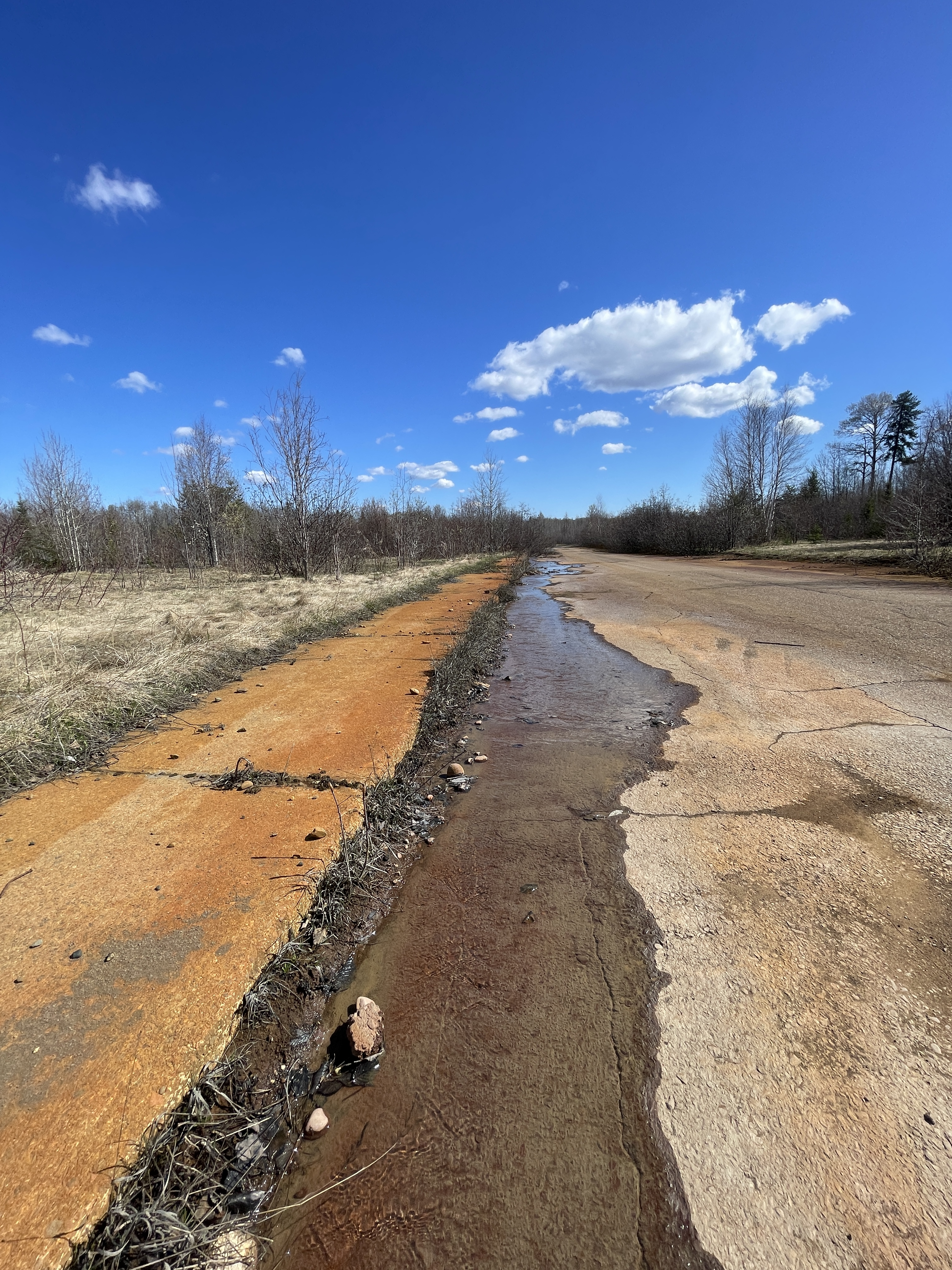
Site de l'ancienne localité de Joutel, 2024.

## Environnement
Près de Joutel en 2023, les parcs à résidus miniers des anciennes mines, soit Joutel-Copper, Agnico, Poirier et Selbaie sont laissés à l'abandon. Sur ces sites miniers orphelins, aucuns travaux de restauration n'ont été entrepris par le ministère des Ressources naturelles, alors que les résidus miniers y sont une menace environnementale.

## Toponymie
La ville était nommée en hommage à Henri Joutel, membre de la dernière expédition de René-Robert Cavelier de La Salle en Louisiane et au Mississippi. La ville porte le même nom que le Canton Joutel, dont le nom a été choisi en 1945.

## Personnalités associées
- Michel Laplante, (1969 - ), joueur et entraîneur de baseball professionnel[16]
- Luc Ferland, (1955 - ), homme politique québécois